# Салтиковська (платформа)
Салтиковська  — зупинний пункт Горьківського напрямку МЗ та МЦД-4, розташований у мікрорайоні Салтиковка, що є у складі міського округу Балашиха.
Час руху від Москва-Пасажирська-Курська становить 33 — 37 хвилин.
На початок 2020-х має одну острівну платформу, побудовану у 2016 році, що веде до підземного переходу і дві приміські каси з південної та північної сторони (додатково обладнаними терміналами для продажу квитків).
З південного боку зупинного пункту здійснюється вихід до поліклініки та відділення поліції. 
З північної — до зупинки громадського транспорту та храму Почаївської Ікони Божої Матері.
Зупинний пункт не обладнаний турнікетами, проте у березні 2023 року на платформі, що діє, було встановлено шість терміналів попереднього проїзного документа для підтвердження факту відправлення від зупинного пункту.
У безпосередній близькості до зупинного пункту розташована залізнична підстанція постійного струму 3 кВ. 
Історично це — перша підстанція електрифікованої в 1933 році дистанції Москва — Обіраловка (пост. струм 1,5 кВ). 
До розширення електрифікації була єдиною на дільниці. 
У 1950-х років, паралельно з перешивкою дистанції, напруга була змінена з 1,5 кВ на 3 кВ.